# Fahrenbach (Badenia-Wirtembergia)
Fahrenbach – miejscowość i gmina w Niemczech, w kraju związkowym Badenia-Wirtembergia, w rejencji Karlsruhe, w regionie Rhein-Neckar, w powiecie Neckar-Odenwald, wchodzi w skład wspólnoty administracyjnej Limbach. Leży  w Odenwaldzie, ok. 10 km na północ od Mosbach.

## Dzielnice
- Fahrenbach
- Robern
- Trienz

## Współpraca
Miejscowość partnerska:
- Heiligengrabe, Brandenburgia